# Федоров Володимир Анатолійович
Володимир Федоров, «Правила життя»
Федоров Володимир Анатолійович (рос. Фёдоров Владимир Анатольевич; 19 лютого 1939, Москва, СРСР — 18 травня 2021) — російський актор, продюсер, поет. Фізик-ядерник за освітою.

## Біографія
Федоров Володимир Анатолійович народився 19 лютого 1939 року у місті Москва. У нього двоє молодших братів. Він із дитинства любив математику.
1964 року закінчив Московський інженерно-фізичний інститут, а працювати пішов до НДІ «Курчатовський інститут». Володимир Федоров був студентом Ігора Курчатова. Він є автором більше 50 наукових праць та винаходів.
В 1986 році у нього під час обшуку квартири знайшли відеокасети з фільмами «Одного разу в Америці» та «Жінка французького лейтенанта», які визнали порнографічними і проти нього розпочали карну справу. Завдяки свідченням Микити Михалкова справу було закрито.
Був одружений чотири рази. Любить сучасний джаз.

## Акторська кар'єра
1967 року знявся в епізоді фільму «Женя, Женечка і „Катюша“».
Дебютна роль Чорномора у фільмі «Руслан і Людмила» Олександра Птушка. На цю роль також пробувався Ролан Биков, але він не був карликом. Там Володимир познайомився із акторкою Марією Капніст, яка грала у фільмі роль відьми Наїни.
З інших відомих ролей: «Кін-дза-дза!» (інопланетянин у жовтих штанах), «12 стільців» (злодій-карлик), «Крізь терни до зірок» (Туранчокс) та інші.
З 1991 року став грати у театрі за сприяння Валентини Тализіної. Спершу це був театр ім. Є. Вахтангова. З 1992 року став актором театру «Біля Микитських воріт». Серед його театральних робіт: аптекар у «Ромео і Джульєтта», Гарстер — «Невидимка», Добсон — «Два Набокови» та інші. З 2004 року також грав у Московському Художньому театрі імені А. П. Чехова.
1992 року став продюсером фільму «Казино»

### Фільмографія
1. 1972 — «Руслан і Людмила» — Чорномор
2. 1973 — «Багато галасу з нічого» — карлик[б]
3. 1975 — «Горя боятися — щастя не бачити» — слуга
4. 1976 — «Легенда про Тіля» — блазень
5. 1976 — «12 стільців» — злодій-карлик
6. 1977 — «Кільця Альманзора» — пірат
7. 1977 — «Ніс» — карлик[б]
8. 1979 — «Дике полювання короля Стаха» — Базиль
9. 1980 — «Крізь терни до зірок» — Туранчокс
10. 1980 — «На початку славних справ» — карлик
11. 1980 — «Юність Петра» — блазень
12. 1981 — «Лісова пісня. Мавка» — Злидень
13. 1981 — «Не ставте Лісовику пастки…»[5]
14. 1982 — «Дім, який збудував Свіфт» — людина з рушницею
15. 1983 — «Комічний коханець, або Любовні витівки сера Джона Фальстафа» — Жан-Клод
16. 1983 — «Вечори на хуторі біля Диканьки» — карлик
17. 1985 — «Чорна стріла» — карлик
18. 1985 — «Після дощика в четвер» — перевертень
19. 1986 — «Кін-дза-дза!» — інопланетянин у жовтих штанях
20. 1986 — «Подорожі пана Ляпки» — міністр інформації
21. 1986 — «Михайло Ломоносов» — карлик
22. 1986 — «Прорив»[5]
23. 1987 — «Кінець вічності» — карлик
24. 1988 — «Нові пригоди янкі при дворі короля Артура» — карлик
25. 1988 — «Раз, два — горе не біда!» — Сулейманчик
26. 1988 — «Біла кістка» — художник
27. 1988 — «Собаче серце» — істота
28. 1989 — «Сувенір для прокурора» — карлик[б]
29. 1989 — «Ваня, ти як тут?»
30. 1989 — «Але не зрозуміли сказаних їм слів»
31. 1991 — «Дім під зоряним небом»
32. 1991 — «Сім днів з російською красунею» — бізнесмен
33. 1992 — «Божевільний рейс» — буркотливий дідусь
34. 1993 — «Заложники „Дьявола“» — Синчук
35. 1994 — «Простодушний» — ув'язнений
36. 1994 — «Хагі-Траггер» — кіллер
37. 1997 — «Все те, про що ми так довго мріяли» — карлик у німецькій в'язниці
38. 1999 — «Два Набокових» — Фредерік Добсон
39. 1999 — «Китайскій сервизъ»[5]
40. 2002 — «Дім дурнів» — Карлуша
41. 2002 — «Злочин і кара» — карлик[5]
42. 2008 — 2-Асса-2
43. 2008 — «Спадок» — власник картинної галереї
44. 2008 — «Петрівка, 38. Команда Петровського» — Деєв
45. 2008 — «Плюс один»
46. 2009 — «Анна Кареніна»
47. 2011 — «Жила-була одна баба» — юродивий
48. 2013 — «Бомбіла. Продовження» — копач могил Велетень

## Виноски
1. 1 2 3 4  Алексей Генералов. Фёдоров Владимир Анатольевич (рос.) . rusactors.ru. Процитовано 11 квітня 2016.
2. 1 2 3  Анна Львова. Правила жизни. Владимир Федоров. Актер, ученый, 77 лет, Москва (рос.) . esquire.ru. Процитовано 11 квітня 2016. [Архівовано 2016-05-13 у Wayback Machine.]
3. 1 2  Владимир Федоров (рос.) . www.vokrug.tv. Процитовано 11 квітня 2016.
4. 1 2 3  Владимир Федоров (рос.) . kinoafisha.ua. Процитовано 11 квітня 2016.
5. 1 2 3 4 5 6 7 8 9  Владимир Федоров (рос.) . www.kinopoisk.ru. Процитовано 11 квітня 2016.
6. 1 2 3 4  Володя Черномор (рос.) . www.proza.ru. Процитовано 11 квітня 2016.
7. ↑  Марина Характерова. ВЛАДИМИР ФЕДОРОВ, актер: ЛЕГКО ЛИ БЫТЬ МАЛЕНЬКИМ? (рос.) . www.timetolive.ru. Процитовано 11 квітня 2016. [Архівовано 2016-04-26 у Wayback Machine.]
8. 1 2  Фёдоров Владимир Анатольевич (рос.) . m.kino-teatr.ru. Процитовано 11 квітня 2016.